# Tour of Guangxi 2023
Die Tour of Guangxi 2023 war die 4. Austragung des chinesischen Etappenrennens. Das Radrennen fand vom 12. bis zum 17. Oktober im Rahmen von sechs Etappen statt. Nach drei Jahren Pause kehrte die Rundfahrt als Teil der UCI WorldTour 2023 in den Radsportkalender zurück.
Den Gesamtsieg sicherte sich der Niederländer Milan Vader (Jumbo-Visma), der sich sechs Sekunden vor Rémy Rochas (Cofidis) und elf Sekunden vor Ethan Hayter (Ineos Grenadiers) durchsetzte. Mit dem dritten Gesamtrang sicherte sich Ethan Hayter den Sieg in der Nachwuchswertung. Dries De Bondt (Alpecin-Deceuninck) gewann die Punktewertung und Frederik Wandahl (Bora-hansgrohe) sicherte sich die Bergwertung. In der Mannschaftswertung setzte sich das Team Cofidis durch.

## Streckenführung
Insgesamt legten die Fahrer in den sechs Etappen 958,8 Kilometer zurück. Es standen zwei flache und vier hüglige Etappen mit einer Bergankunft auf dem Programm. Die Rundfahrt begann in der Stadt Beihai an der Küste des Golf von Tonkin. Tags drauf ging es auf einem weiteren flachen Abschnitt nach Qinzhou, ehe in Nanning ein Rundkurs mit einem kurzen steilen Anstieg befahren wurde. Die vierte Etappe endete mit einer kleinen Bergankunft bei der Nongla Scenic Arena, die mit einer Höhe von 644 Metern Seehöhe den höchsten Punkt des Etappenrennens darstellte. Die nachfolgende Etappe führte von Liuzhou in Richtung Norden nach Guilin, das als Start- und Zielort der Schlussetappe diente.
| Etappe         | Datum                | Strecke           | Typ                 | km    |
| -------------- | -------------------- | ----------------- | ------------------- | ----- |
| 1              | Do, 12. Oktober 2023 | Beihai – Beihai   | Flachetappe         | 135,6 |
| 2              | Fr, 13. Oktober 2023 | Beihai – Qinzhou  | Flachetappe         | 149,6 |
| 3              | Sa, 14. Oktober 2023 | Nanning – Nanning | Mittelgebirgsetappe | 134,3 |
| 4              | So, 15. Oktober 2023 | Nanning – Nongla  | Mittelgebirgsetappe | 161,4 |
| 5              | Mo, 16. Oktober 2023 | Liuzhou – Guilin  | Mittelgebirgsetappe | 209,6 |
| 6              | Di, 17. Oktober 2023 | Guilin – Guilin   | Mittelgebirgsetappe | 168,3 |
| Gesamtdistanz: | Gesamtdistanz:       | Gesamtdistanz:    | Gesamtdistanz:      | 958,8 |

## Reglement
Im Rahmen der 4. Auflage wurden Trikots für die Gesamtwertung (rot), Nachwuchswertung (weiß), Punktewertung (blau) und Bergwertung (weiß mit blauen Punkten) vergeben. Weiters gab es eine Teamwertung, die sich aus den Zeiten der drei besten Fahrer pro Etappe ergibt. Zudem gab es die Möglichkeit Zeitbonifikationen zu gewinnen, um sich in der Gesamtwertung zu verbessern. Die Vergabe der Sekunden sowie der Punkte wird in der folgenden Tabelle erklärt.
|                    |                | 1. | 2. | 3. | 4. | 5. | 6. | 7. | 8. | 9. | 10. | Platz    |
| Punktewertung      | Zielankunft    | 15 | 10 | 8  | 7  | 6  | 5  | 4  | 3  | 2  | 1   | Punkte   |
| Punktewertung      | Zwischensprint | 6  | 4  | 2  |    |    |    |    |    |    |     | Punkte   |
| Bergwertung        | 1. Kategorie   | 20 | 15 | 10 | 6  | 4  |    |    |    |    |     | Punkte   |
| Bergwertung        | 2. Kategorie   | 8  | 4  | 2  |    |    |    |    |    |    |     | Punkte   |
| Bergwertung        | 3. Kategorie   | 3  | 2  | 1  |    |    |    |    |    |    |     | Punkte   |
| Zeitbonifikationen | Zielankunft    | 10 | 6  | 4  |    |    |    |    |    |    |     | Sekunden |
| Zeitbonifikationen | Zwischensprint | 3  | 2  | 1  |    |    |    |    |    |    |     | Sekunden |

## Teilnehmende Mannschaften und Fahrer
Neben 14 UCI WorldTeams starteten auch 3 UCI ProTeams sowie eine Auswahl des chinesischen Nationalteams bei dem Rennen. Für jedes Team waren sieben Fahrer startberechtigt, wobei die Mannschaften Israel-Premier Tech und Tudor nur sechs und die Mannschaften Jumbo-Visma, Lidl-Trek, Intermarché-Circus-Wanty gar nur fünf Fahrer entsandten. Auch die chinesischen Nationalmannschaft startete nur mit fünf Fahrern.
Als Favoriten auf den Gesamtsieg galten: Matteo Jorgenson, Iván Sosa (beide Movistar), Steven Kruijswijk (Jumbo-Visma), Rigoberto Urán, Hugh Carthy, Esteban Chaves (alle EF Education-EasyPost), Tim Wellens, George Bennett (beide UAE Team Emirates), Ethan Hayter, Jhonatan Narváez (beide Ineos Grenadiers), Andreas Leknessund, Oscar Onley (beide DSM-Firmenich), Maximilian Schachmann (Bora-hansgrohe), Sebastian Berwick (Israel-Premier Tech) und Jesús David Peña (Jayco AlUla).
Mit Olav Kooij (Jumbo-Visma), Arnaud De Lie (Lotto Dstny), Jonathan Milan (Bahrain Victorious), Sam Bennett (Bora-hansgrohe), Sebastián Molano (UAE Team Emirates), Elia Viviani (Ineos Grenadiers), Sam Welsford (DSM-Firmenich), Max Kanter (Movistar), Max Walscheid (Cofidis), Arvid de Kleijn (Tudor), Marijn van den Berg (EF Education-EasyPost), Jakub Mareczko (Alpecin-Deceuninck), Jon Aberasturi (Lidl-Trek), David Dekker (Arkéa-Samsic) und Adrien Petit (Intermarché-Circus-Wanty) planten zudem mehrere Sprinter bei der Rundfahrt zu starten.
| UCI WorldTeams | UCI WorldTeams        | UCI WorldTeams | UCI WorldTeams           | UCI WorldTeams | UCI WorldTeams     | UCI ProTeams | UCI ProTeams           | Nationalteams       |
| -------------- | --------------------- | -------------- | ------------------------ | -------------- | ------------------ | ------------ | ---------------------- | ------------------- |
| ACT            | AG2R Citroën Team     | GFC            | Groupama-FDJ             | ARK            | Team Arkéa-Samsic  | IPT          | Israel-Premier Tech    | Volksrepublik China |
| ADC            | Alpecin-Deceuninck    | IGD            | Ineos Grenadiers         | DSM            | Team DSM-Firmenich | LDT          | Lotto Dstny            |                     |
| AST            | Astana Qazaqstan Team | ICW            | Intermarché-Circus-Wanty | JAY            | Team Jayco AlUla   | TUD          | Tudor Pro Cycling Team |                     |
| TBV            | Bahrain Victorious    | TJV            | Jumbo-Visma              | UAD            | UAE Team Emirates  |              |                        |                     |
| BOH            | Bora-Hansgrohe        | LTK            | Lidl-Trek                |                |                    |              |                        |                     |
| COF            | Cofidis               | MOV            | Movistar Team            |                |                    |              |                        |                     |
| EFE            | EF Education-EasyPost | SOQ            | Soudal Quick-Step        |                |                    |              |                        |                     |

## Rennverlauf und Ergebnisse
Die erste Etappe sicherte sich der Italiener Elia Viviani (Ineos Grenadiers), der sich im Sprint vor Jonathan Milan (Bahrain Victorious) und Sam Bennett (Bora-hansgrohe) durchsetzte und die somit die Gesamtführung anführt. Die zweite Etappe gewann Jonathan Milan im Massensprint vor Arvid de Kleijn (Tudor) und Sebastián Molano (UAE Team Emirates). Jonathan Milan übernahm zudem das Rote Trikot. Auch die dritte Etappe endete in einem Massensprint, wobei sich diesmal Olav Kooij (Jumbo-Visma) vor Rick Pluimers (Tudor) und Marijn van den Berg (EF Education-EasyPost) durchsetzte. Dries De Bondt (Alpecin-Deceuninck) übernahm aufgrund der Zeitbonifikationen, die er gesammelt hatte das Rote Trikot des Gesamtführenden.
Die vierte Etappe endete mit der einzigen Bergankunft des Etappenrennens bei der Nongla Scenic Arena. Rund 300 Meter vor dem Ziel griff der Niederländer Milan Vader (Jumbo-Visma) an und konnte sich entscheidend von den anderen Fahrern absetzen. Er gewann die Etappe vor Rémy Rochas (Cofidis), der auf den letzten Metern noch auf zwei Sekunden herankam. Platz drei ging an Hugh Carthy (EF Education-EasyPost), der mit acht Sekunden Rückstand eine größere Gruppe über den Zielstrich führte. In der Gesamtwertung lag Milan Vader nun als Gesamtführender sechs Sekunden vor Rémy Rochas und 14 Sekunden vor Hugh Carthy.
Auf der fünften Etappe setzte sich Sebastián Molano im Sprint vor Olav Kooij und Tobias Lund Andresen (DSM-Firmenich) durch. Tim Wellens (UAE Team Emirates) sicherte sich beim ersten Zwischensprint zwei Bonussekunden und schob sich auf den vierten Gesamtrang vor. Auf den ersten drei Positionen der Gesamtwertung kam es zu keinen Veränderungen. Die abschließende sechste Etappe endete neuerlich mit einem Massensprint den Olav Kooij vor Sebastián Molano und Ethan Hayter (Ineos Grenadiers) gewann. Der drittplatzierte Brite sicherte sich auch einen Zwischensprint und holte somit sieben Sekunden an Zeitbonifikation, wodurch er hinter Rémy Rochas auf den dritten Gesamtrang vorrückte. Der Niederländer Milan Vader verteidigte auf der letzten Etappe das Rote Trikot und wurde Gesamtsieger der 4. Austragung.
Etappe 1: Beihai – Beihai (135,6 km)
Die erste Etappe startete und endete in Beihai und wurde auf einem rund 46 Kilometer langen Rundkurs ausgetragen, der dreimal befahren werden musste. Jede Runde führte etwa zur Hälfte ihrer Distanz in den Guantouling National Forest Park, wo ein 1,5 Kilometer langer Anstieg überquert werden musste, auf dem in den letzten beiden Runden bei den Kilometern 72 und 118,5 jeweils eine Bergwertung der 3. Kategorie abgenommen wurde. Bei den Kilometern 43 und 89 wurde bei der ersten und zweiten Zielpassage ein Zwischensprint ausgefahren. Der Zielstrich befand sich auf dem Nanzhu Boulevard auf der Höhe der Beihai Garden Expo.
| Platz | Fahrer           | Nation | Team                   | Zeit                   |
| ----- | ---------------- | ------ | ---------------------- | ---------------------- |
| 01.   | Elia Viviani     | ITA    | Ineos Grenadiers       | 3:01:56 h (44,72 km/h) |
| 02.   | Jonathan Milan   | ITA    | Bahrain Victorious     | "                      |
| 03.   | Sam Bennett      | IRL    | Bora-hansgrohe         | "                      |
| 04.   | Arnaud De Lie    | BEL    | Lotto Dstny            | "                      |
| 05.   | Olav Kooij       | NED    | Jumbo-Visma            | "                      |
| 06.   | Lionel Taminiaux | BEL    | Alpecin-Deceuninck     | "                      |
| 07.   | Max Walscheid    | GER    | Cofidis                | "                      |
| 08.   | Arvid de Kleijn  | NED    | Tudor Pro Cycling Team | "                      |
| 09.   | Jensen Plowright | AUS    | Alpecin-Deceuninck     | "                      |
| 10.   | Jon Aberasturi   | ESP    | Lidl-Trek              | "                      |

| Platz | Fahrer           | Nation | Team                | Zeit       |
| ----- | ---------------- | ------ | ------------------- | ---------- |
| 01.   | Elia Viviani     | ITA    | Ineos Grenadiers    | 3:01:46 h  |
| 02.   | Jonathan Milan   | ITA    | Bahrain Victorious  | + 0:04 min |
| 03.   | Dries De Bondt   | BEL    | Alpecin-Deceuninck  | "          |
| 04.   | Sam Bennett      | IRL    | Bora-hansgrohe      | + 0:06 min |
| 05.   | Omer Goldstein   | ISR    | Israel-Premier Tech | + 0:07 min |
| 06.   | Frederik Wandahl | DEN    | Bora-hansgrohe      | + 0:08 min |
| 07.   | Louis Barré      | FRA    | Team Arkéa-Samsic   | + 0:09 min |
| 08.   | Arnaud De Lie    | BEL    | Lotto Dstny         | + 0:10 min |
| 09.   | Olav Kooij       | NED    | Jumbo-Visma         | "          |
| 10.   | Lionel Taminiaux | BEL    | Alpecin-Deceuninck  | "          |

Etappe 2: Beihai – Qinzhou (149,6 km)
Die zweite Etappe führte von Beihai flach ins nordwestliche Qinzhou, wo im Finale ein 18,5 Kilometer langer Rundkurs befahren wurde. Bei der ersten und dritten Zieldurchfahrt wurde jeweils bei den Kilometern 94,5 und 131,5 ein Zwischensprint ausgetragen.
| Platz | Fahrer           | Nation | Team                   | Zeit                   |
| ----- | ---------------- | ------ | ---------------------- | ---------------------- |
| 01.   | Jonathan Milan   | ITA    | Bahrain Victorious     | 3:15:53 h (45,82 km/h) |
| 02.   | Arvid de Kleijn  | NED    | Tudor Pro Cycling Team | "                      |
| 03.   | Sebastián Molano | COL    | UAE Team Emirates      | "                      |
| 04.   | Max Kanter       | GER    | Movistar Team          | "                      |
| 05.   | Jhonatan Narváez | ECU    | Ineos Grenadiers       | "                      |
| 06.   | Sam Bennett      | IRL    | Bora-hansgrohe         | "                      |
| 07.   | Olav Kooij       | NED    | Jumbo-Visma            | "                      |
| 08.   | Binyan Ma        | CHN    | Volksrepublik China    | "                      |
| 09.   | Rüdiger Selig    | GER    | Lotto Dstny            | "                      |
| 10.   | Arnaud De Lie    | BEL    | Lotto Dstny            | "                      |

| Platz | Fahrer           | Nation | Team                   | Zeit       |
| ----- | ---------------- | ------ | ---------------------- | ---------- |
| 01.   | Jonathan Milan   | ITA    | Bahrain Victorious     | 6:17:33 h  |
| 02.   | Dries De Bondt   | BEL    | Alpecin-Deceuninck     | + 0:04 min |
| 03.   | Elia Viviani     | ITA    | Ineos Grenadiers       | + 0:06 min |
| 04.   | Arvid de Kleijn  | NED    | Tudor Pro Cycling Team | + 0:10 min |
| 05.   | Sam Bennett      | IRL    | Bora-hansgrohe         | + 0:12 min |
| 06.   | Sebastián Molano | COL    | UAE Team Emirates      | "          |
| 07.   | Jens Reynders    | BEL    | Israel-Premier Tech    | + 0:13 min |
| 08.   | Omer Goldstein   | ISR    | Israel-Premier Tech    | "          |
| 09.   | Thomas Champion  | FRA    | Cofidis                | "          |
| 10.   | Frederik Wandahl | DEN    | Bora-hansgrohe         | + 0:14 min |

Etappe 3: Nanning – Nanning (134,3 km)
Die dritte Etappe fand auf einem 27,5 Kilometer langen Rundkurs in der Stadt Nanning statt, der fünfmal absolviert werden musste. Die Strecke orientierte sich großteils an den Ufern des Yong Jiang und führte über den Qingxiu Mountain, wo auf jeder Runde eine 1,4 Kilometer lange Steigung befahren wurde, die eine durchschnittliche Steigung von 11,4 % aufwies. Bei der ersten, dritten und fünften Überquerung wurde bei den Kilometern 5,5, 60,5 und 115,5 jeweils eine Bergwertung der 2. Kategorie abgenommen. Bei der zweiten und vierten Zieldurchfahrt, vor dem Guangxi Culture Artistic Center, wurde bei den Kilometern 52,5 und 107 jeweils ein Zwischensprint ausgefahren.
| Platz | Fahrer               | Nation | Team                     | Zeit                   |
| ----- | -------------------- | ------ | ------------------------ | ---------------------- |
| 01.   | Olav Kooij           | NED    | Jumbo-Visma              | 3:04:09 h (43,75 km/h) |
| 02.   | Rick Pluimers        | NED    | Tudor Pro Cycling Team   | "                      |
| 03.   | Marijn van den Berg  | NED    | EF Education-EasyPost    | "                      |
| 04.   | Tobias Lund Andresen | DEN    | Team DSM-Firmenich       | "                      |
| 05.   | Lionel Taminiaux     | BEL    | Alpecin-Deceuninck       | "                      |
| 06.   | Axel Mariault        | FRA    | Cofidis                  | "                      |
| 07.   | Laurenz Rex          | BEL    | Intermarché-Circus-Wanty | "                      |
| 08.   | Ethan Hayter         | GBR    | Ineos Grenadiers         | "                      |
| 09.   | Jonathan Milan       | ITA    | Bahrain Victorious       | "                      |
| 10.   | Johan Jacobs         | SUI    | Movistar Team            | "                      |

| Platz | Fahrer              | Nation | Team                   | Zeit       |
| ----- | ------------------- | ------ | ---------------------- | ---------- |
| 01.   | Dries De Bondt      | BEL    | Alpecin-Deceuninck     | 9:21:40 h  |
| 02.   | Jonathan Milan      | ITA    | Bahrain Victorious     | + 0:02 min |
| 03.   | Olav Kooij          | NED    | Jumbo-Visma            | + 0:08 min |
| 04.   | Rick Pluimers       | NED    | Tudor Pro Cycling Team | + 0:12 min |
| 05.   | Marijn van den Berg | NED    | EF Education-EasyPost  | + 0:14 min |
| 06.   | Sebastián Molano    | COL    | UAE Team Emirates      | "          |
| 07.   | Omer Goldstein      | ISR    | Israel-Premier Tech    | + 0:15 min |
| 08.   | Thomas Champion     | FRA    | Cofidis                | "          |
| 09.   | Frederik Wandahl    | DEN    | Bora-hansgrohe         | "          |
| 10.   | Louis Barré         | FRA    | Team Arkéa-Samsic      | + 0:17 min |

Etappe 4: Nanning – Nongla (161,4 km)
Die vierte Etappe startete in Nanning und ging mit der einzigen Bergankunft der Rundfahrt bei der Nongla Scenic Arena zu Ende, die auf einer Höhe von 644 Metern liegt. Kurz nach dem Verlassen des Startortes wurde auf der G210 bei Kilometer 30,5 eine Bergwertung der 3. Kategorie ausgefahren, die auf einer Höhe von 293 Metern lag. In Wuming erfolgte nach 52 Kilometern der erste Zwischensprint, ehe die Strecke weiter Richtung Norden über Banzhou nach Mingshan Village führte, wo der zweite Zwischensprint bei Kilometer 102 ausgefahren wurde. Der dritte Zwischensprint erfolgte nach 135,5 gefahrenen Kilometern in Mashan, ehe die G355 zur kleinen Ortschaft Gulingcun führte, wo der Schlussanstieg zur Nongla Scenic Arena begann. Dieser wies auf einer Länge von 3,1 Kilometern eine durchschnittliche Steigung von 7,1 % auf, wobei in der ersten Hälfte Steigungsprozente von mehr als 10 % erreicht wurden. Nach einem längeren Flachstück, stiegen die letzten 500 Meter wieder deutlich steiler an. Die Schlusssteigung galt als Bergwertung der 1. Kategorie.
| Platz | Fahrer              | Nation | Team                  | Zeit                   |
| ----- | ------------------- | ------ | --------------------- | ---------------------- |
| 01.   | Milan Vader         | NED    | Jumbo-Visma           | 3:43:45 h (43,28 km/h) |
| 02.   | Rémy Rochas         | FRA    | Cofidis               | + 0:02 min             |
| 03.   | Hugh Carthy         | GBR    | EF Education-EasyPost | + 0:08 min             |
| 04.   | Jesús David Peña    | COL    | Team Jayco AlUla      | "                      |
| 05.   | Felix Großschartner | AUT    | UAE Team Emirates     | "                      |
| 06.   | Sylvain Moniquet    | BEL    | Lotto Dstny           | "                      |
| 07.   | Tim Wellens         | BEL    | UAE Team Emirates     | "                      |
| 08.   | Matteo Jorgenson    | USA    | Movistar Team         | "                      |
| 09.   | Louis Barré         | FRA    | Team Arkéa-Samsic     | "                      |
| 10.   | Ethan Hayter        | GBR    | Ineos Grenadiers      | "                      |

| Platz | Fahrer              | Nation | Team                  | Zeit       |
| ----- | ------------------- | ------ | --------------------- | ---------- |
| 01.   | Milan Vader         | NED    | Jumbo-Visma           | 13:05:33 h |
| 02.   | Rémy Rochas         | FRA    | Cofidis               | + 0:06 min |
| 03.   | Hugh Carthy         | GBR    | EF Education-EasyPost | + 0:14 min |
| 04.   | Louis Barré         | FRA    | Team Arkéa-Samsic     | + 0:17 min |
| 05.   | Matteo Jorgenson    | USA    | Movistar Team         | + 0:18 min |
| 06.   | Ethan Hayter        | GBR    | Ineos Grenadiers      | "          |
| 07.   | Felix Großschartner | AUT    | UAE Team Emirates     | "          |
| 08.   | Jesús David Peña    | COL    | Team Jayco AlUla      | "          |
| 09.   | Tim Wellens         | BEL    | UAE Team Emirates     | "          |
| 10.   | Sylvain Moniquet    | BEL    | Lotto Dstny           | "          |

Etappe 5: Liuzhou – Guilin (209,6 km)
Die fünfte und längste Etappe führte die Fahrer von Liuzhou in Richtung Norden und endete in Guilin. Bereits nach 22 Kilometern wurde der erste Zwischensprint in der Nähe des Startorts ausgefahren, ehe kurz nach Luzhai bei Kilometer 68 auf der G323 eine Bergwertung der 3. Kategorie auf einer Höhe von 232 Metern überquert wurde. Bei Jiangjia wurde nach 115,5 Kilometern, etwa zur Hälfte der Etappendistanz, auf der S208 ein weiterer Zwischensprint ausgefahren. Nach einer kurzen nicht-kategorisierten Steigung wurden zwei Bergwertungen in Folge auf der G357 passiert. Die erste wies eine Höhe von 344 Metern auf und galt als Bergwertung der 2. Kategorie. Die zweite war mit 465 Metern etwas höher und wurde als Bergwertung der 1. Kategorie klassifiziert, wenngleich beide Anstiege Durchschnittsteigungen von weniger als 5 % aufwiesen. Nachdem die Bergwertungen 41 und 34,5 Kilometer vor dem Ziel überquert worden war, folgte eine kurvenreiche Abfahrt, ehe die letzten rund 30 Kilometer flach über Lingui nach Guilin führten.
| Platz | Fahrer               | Nation | Team                     | Zeit                   |
| ----- | -------------------- | ------ | ------------------------ | ---------------------- |
| 01.   | Sebastián Molano     | COL    | UAE Team Emirates        | 4:36:54 h (45,41 km/h) |
| 02.   | Olav Kooij           | NED    | Jumbo-Visma              | "                      |
| 03.   | Tobias Lund Andresen | DEN    | Team DSM-Firmenich       | "                      |
| 04.   | Jonathan Milan       | ITA    | Bahrain Victorious       | "                      |
| 05.   | Arvid de Kleijn      | NED    | Tudor Pro Cycling Team   | "                      |
| 06.   | Jon Aberasturi       | ESP    | Lidl-Trek                | "                      |
| 07.   | Max Kanter           | GER    | Movistar Team            | "                      |
| 08.   | Elia Viviani         | ITA    | Ineos Grenadiers         | "                      |
| 09.   | Blake Quick          | AUS    | Team Jayco AlUla         | "                      |
| 10.   | Laurenz Rex          | BEL    | Intermarché-Circus-Wanty | "                      |

| Platz | Fahrer              | Nation | Team                  | Zeit       |
| ----- | ------------------- | ------ | --------------------- | ---------- |
| 01.   | Milan Vader         | NED    | Jumbo-Visma           | 17:42:27 h |
| 02.   | Rémy Rochas         | FRA    | Cofidis               | + 0:06 min |
| 03.   | Hugh Carthy         | GBR    | EF Education-EasyPost | + 0:14 min |
| 04.   | Tim Wellens         | BEL    | UAE Team Emirates     | + 0:16 min |
| 05.   | Louis Barré         | FRA    | Team Arkéa-Samsic     | + 0:17 min |
| 06.   | Matteo Jorgenson    | USA    | Movistar Team         | + 0:18 min |
| 07.   | Ethan Hayter        | GBR    | Ineos Grenadiers      | "          |
| 08.   | Jesús David Peña    | COL    | Team Jayco AlUla      | "          |
| 09.   | Felix Großschartner | AUT    | UAE Team Emirates     | "          |
| 10.   | Sylvain Moniquet    | BEL    | Lotto Dstny           | "          |

Etappe 6: Guilin – Guilin (168,3 km)
Die abschließende sechste Etappe startete und endete in Guilin. Nach dem Start wurde bei Kilometer 24,5 in Yanshan der erste Zwischensprint ausgefahren. Bei Yangshuozhen erfolgte am südlichsten Punkt der Etappe bei Kilometer 62,5 der zweite Zwischensprint, ehe die Strecke über die S202 zurück zum Start- und Zielort führte. Nach 116 und 126,5 gefahrenen Kilometern wurden kurz hintereinander zwei Bergwertungen überquert. Die erste lag auf einer Höhe von 280 Metern und war als Anstieg der 2. Kategorie klassifiziert. Die zweite war mit 431 Metern etwas höher und galt als Bergwertung der 1. Kategorie. Erneut wiesen beide Anstiege jedoch Steigungsschnitte von nur rund 5 % auf. In Chaotianxiang wurde 19,5 Kilometer vor dem Ziel der letzte Zwischensprint ausgefahren, ehe es flach zurück nach Guilin ging.
| Platz | Fahrer           | Nation | Team                   | Zeit                   |
| ----- | ---------------- | ------ | ---------------------- | ---------------------- |
| 01.   | Olav Kooij       | NED    | Jumbo-Visma            | 3:34:50 h (47,00 km/h) |
| 02.   | Sebastián Molano | COL    | UAE Team Emirates      | "                      |
| 03.   | Ethan Hayter     | GBR    | Ineos Grenadiers       | "                      |
| 04.   | Arvid de Kleijn  | NED    | Tudor Pro Cycling Team | "                      |
| 05.   | Dušan Rajović    | SRB    | Bahrain Victorious     | "                      |
| 06.   | Elia Viviani     | ITA    | Ineos Grenadiers       | "                      |
| 07.   | Arnaud De Lie    | BEL    | Lotto Dstny            | "                      |
| 08.   | Max Kanter       | GER    | Movistar Team          | "                      |
| 09.   | Rüdiger Selig    | GER    | Lotto Dstny            | "                      |
| 10.   | Max Walscheid    | GER    | Cofidis                | "                      |

| Platz | Fahrer              | Nation | Team                  | Zeit       |
| ----- | ------------------- | ------ | --------------------- | ---------- |
| 01.   | Milan Vader         | NED    | Jumbo-Visma           | 21:17:17 h |
| 02.   | Rémy Rochas         | FRA    | Cofidis               | + 0:06 min |
| 03.   | Ethan Hayter        | GBR    | Ineos Grenadiers      | + 0:11 min |
| 04.   | Hugh Carthy         | GBR    | EF Education-EasyPost | + 0:14 min |
| 05.   | Tim Wellens         | BEL    | UAE Team Emirates     | + 0:16 min |
| 06.   | Louis Barré         | FRA    | Team Arkéa-Samsic     | + 0:17 min |
| 07.   | Matteo Jorgenson    | USA    | Movistar Team         | + 0:18 min |
| 08.   | Jesús David Peña    | COL    | Team Jayco AlUla      | "          |
| 09.   | Felix Großschartner | AUT    | UAE Team Emirates     | "          |
| 10.   | Sylvain Moniquet    | BEL    | Lotto Dstny           | "          |

## Wertungen im Verlauf
| Etappe         | Etappensieger    | Gesamtwertung  | Punktewertung  | Bergwertung      | Nachwuchswertung | Mannschaftswertung |
| -------------- | ---------------- | -------------- | -------------- | ---------------- | ---------------- | ------------------ |
| 1              | Elia Viviani     | Elia Viviani   | Elia Viviani   | Frederik Wandahl | Jonathan Milan   | Alpecin-Deceuninck |
| 2              | Jonathan Milan   | Jonathan Milan | Jonathan Milan | Frederik Wandahl | Jonathan Milan   | Ineos Grenadiers   |
| 3              | Olav Kooij       | Dries De Bondt | Dries De Bondt | Frederik Wandahl | Jonathan Milan   | Ineos Grenadiers   |
| 4              | Milan Vader      | Milan Vader    | Dries De Bondt | Frederik Wandahl | Louis Barré      | Cofidis            |
| 5              | Sebastián Molano | Milan Vader    | Dries De Bondt | Frederik Wandahl | Louis Barré      | Cofidis            |
| 6              | Olav Kooij       | Milan Vader    | Dries De Bondt | Frederik Wandahl | Ethan Hayter     | Cofidis            |
| Wertungssieger | Wertungssieger   | Milan Vader    | Dries De Bondt | Frederik Wandahl | Ethan Hayter     | Cofidis            |